# Gusion

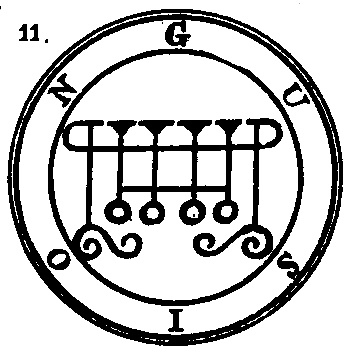
Sello de Gusion.

En demonología, Gusion, también llamado Gusoin o Gusoyn, es un gran duque del infierno que tiene a su servicio cuarenta legiones de demonios. Conoce todo lo referente al pasado, presente y futuro, responde todas las preguntas que se le hagan, reconcilia a los amigos y otorga honor y dignidad.